# Nielderbroeck
Het Nielderbroeck, ook wel het Niels Broek, is een landelijk gebied nabij Niel, België. Het gebied werd dat al vernoemd in 1298, maar het zou ook ouder kunnen zijn. Het werd gebruikt als turfwinningsgebied, waarbij gebruik werd gemaakt van de sloten om de turf te vervoeren naar de steenbakkerijen. Nabij het Nielderbroeck is het kleinere Broecklyn gelegen.
Van oudsher viel het Broek onder het leenhof van Befferen in de heerlijkheid Mechelen, waarvan het een apart leen was.
Het laagste punt ligt beneden zeeniveau en moet dan ook door hoge dijken beschermd worden. Die dijk, gelegen naast de Rupel, wordt Ziedijk genoemd, terwijl de lagere dijk langs de Wullebeek Korte Hameldijk heet. In de 10de-11de eeuw was aan deze Korte Hameldijk een kleine kade voor het overslaan van goederen op kleine schepen.